# 毎朝御代拝
毎朝御代拝（まいちょうごだいはい）とは、当直の侍従が天皇の代わりに毎朝、宮中三殿に参拝する「代拝」を行う宮中祭祀。
明治時代以前は『毎朝御拝』として天皇自身が毎日行っていた祈りであるが、明治時代になり天皇が帝国憲法により国家の元首として位置付けられ、国事多忙となったため、代拝に変わっている。

## 概要
午前6時に宮中三殿が開扉される。清掃奉仕後の午前8時、賢所と皇霊殿には内掌典、神殿には掌典が、それぞれ日供（供米など）を献進する。午前8時半、天皇に使わされた当直の侍従が庭上から宮中三殿に代拝をし、終了後、天皇に復命する。その間、天皇と皇后は御所で慎む。
明治4年（1871年）制定の「四時祭典定則」に小祭の一つとして規定された。
昭和3年（1928年）5月14日までは賢所と皇霊殿が代拝の対象であり、以降神殿も加えた宮中三殿への代拝となったという。当時のその様子には「側近の侍従をして毎早朝潔斎、烏帽子浄衣に改服の上、二頭立の馬車で蹄の音も厳かに賢所、皇霊殿に御代拝」とある。

## 経緯（明治天皇）
明治天皇は明治元年（1868年）2月5日に神祇伯資訓王から「御拝伝授」され、9日の「御拝始儀」より安政再建の清涼殿の石灰壇にて毎朝御拝を務めたが、東幸（東京行幸）後は東京における皇居に石灰壇がなかったために、伯家邸での御代拝が恒例化されたという。その後、明治4年（1871年）11月より「毎朝御拝」は「御代拝」を差遣する形となり、伊勢神宮への天皇自身による遥拝から、宮中三殿への侍従による代拝という形に転換し、今に至る。
なお、明治天皇の「かみ風の伊勢の宮居を拝みての後こそきかめ朝まつりごと」（明治39年）の御製などから、内々では御拝していたと推察されている。

## 昭和天皇
- 祭り「わが庭の宮居にまつる神々に世の平らぎを祈る朝々」（昭和50年）[8]

昭和50年9月1日以降、毎朝御代拝の侍従による代拝は従来の浄衣着用、宮中三殿内陣での参拝から、モーニングコートによる前庭上からの参拝へと変更され簡略化されたが、原因は侍従職の官僚化にあると見られている。